# Attila Kun (Fußballspieler)
Attila Kun (* 9. März 1949 in Oradea) ist ein ehemaliger rumänischer Fußballspieler und heutiger deutscher -trainer, ungarischer Herkunft. Er bestritt 261 Spiele in der höchsten rumänischen Fußballliga, der Divizia A.

## Karriere als Spieler

### Verein
Im Jahr 1966 kam Kun in den Kader der ersten Mannschaft seines Heimatvereins Crișul Oradea, der seinerzeit in der zweiten rumänischen Liga, der Divizia B, spielte. In der Saison 1967/68 wurde er zur Stammkraft und stieg mit seiner Mannschaft als Zweitplatzierter hinter Vagonul Arad in die Divizia A auf. Am 11. August 1968 kam er dort zu seinem ersten Einsatz. In seiner ersten Spielzeit im Oberhaus schaffte er mit seinem Team den Klassenerhalt, musste aber ein Jahr später wieder absteigen.
Kun wechselte daraufhin im Jahr 1970 zum rumänischen Spitzenklub UTA Arad. Zum Ende der Saison 1970/71 wurde er Crișul ausgeliehen und half mit, den Wiederaufstieg zu schaffen. Kun kehrte nach Arad zurück und schaffte den Sprung zum Stammspieler. Die Spielzeit 1971/72 schloss er als Vizemeister hinter Argeș Pitești ab und zog mit seinem Team nach Erfolgen über Austria Salzburg, Zagłębie Wałbrzych und Vitória Setúbal ins Viertelfinale des UEFA-Pokals ein, schied dort aber gegen den späteren Sieger Tottenham Hotspur aus. Kun kam dabei in allen acht Spielen zum Einsatz und erzielte drei Tore. In den beiden folgenden Spielzeiten verpasste er den Einzug in den Europapokal. Mit 13 Toren in der Saison 1973/74 erreichte er seine beste Trefferquote in der Divizia A.
Kun kehrte im Jahr 1974 nach Oradea zurück. Sein früherer Klub, der mittlerweile als FC Bihor antrat, spielte wieder in der Divizia B. Er half mit 15 Toren mit, ins Oberhaus zurückzukehren. Nach zwei Platzierungen im Mittelfeld fiel der Klub in der Saison 1977/78 in den Abstiegskampf zurück, schaffte aber am letzten Spieltag den Klassenverbleib. Ein Jahr darauf folgte jedoch der abermalige Abstieg. Nachdem zweimal der Aufstieg verpasst worden war, stieg Kun im Jahr 1982 mit seiner Mannschaft zum dritten Male auf. Nach zehn Treffern schaffte er den Klassenerhalt. Anschließend beendete er seine aktive Laufbahn, nachdem er in der Rückrunde bereits als Spielertrainer einspringen musste.

### Nationalmannschaft
Kun bestritt zwischen 1972 und 1976 insgesamt 20 Spiele für die rumänische Nationalmannschaft. Er debütierte am 30. Januar 1972 in einem Freundschaftsspiel gegen Marokko, als ihm in der 9. Spielminute bereits sein erster Treffer gelang. Es folgten lediglich zwei weitere Spiele. Nach einem 3:3 gegen Italien am 17. Juni 1972 war die Länderspielkarriere zunächst wieder beendet.
Mit seinem Einsatz am 23. März 1974 gegen Frankreich kehrte Kun nach fast zweijähriger Pause ins Nationalteam zurück. Nationaltrainer Valentin Stănescu baute auch noch auf ihn, als er mit seinem Klub FC Bihor Oradea in der Divizia B spielte. Er verpasste mit dem Team die Qualifikation zur Europameisterschaft 1976. Ab Sommer 1975 wurde er nur noch selten berücksichtigt. Im zweiten Finalspiel um den Balkan-Cup 1973/76 am 28. November 1976 bestritt er gegen Bulgarien sein letztes Länderspiel.

## Karriere als Trainer
Bereits in der letzten Spielzeit seiner aktiven Laufbahn war Kun in der Rückrunde 1982/83 als Spielertrainer tätig, nachdem sein Verein FC Bihor Oradea sich von Gheorghe Staicu getrennt hatte. Zur neuen Spielzeit wurde er von Gheorghe Dăraban ersetzt. Nach dessen Entlassung im April 1984 trat er wiederum an seine Stelle. Er blieb dem Verein auch zu Beginn der Saison 1984/85 erhalten, musste aber in der Winterpause seinen Hut nehmen.
Im Jahr 1985 wanderte Kun nach Deutschland aus und nahm die deutsche Staatsangehörigkeit an. Er war zunächst beim VfL Schorndorf als Spielertrainer aktiv. Später arbeitete er bei verschiedenen unterklassigen Teams, ehe ihn der Landesligist SV Fellbach anheuerte. Im Jahr 1995 erwarb Kun seine Fußballlehrerlizenz an der Deutschen Sporthochschule Köln. Er ist hauptsächlich im Jugendbereich tätig. Im Sommer 2003 übernahm er die erste Mannschaft des FC Wollmatingen in der Landesliga und stieg zwei Jahre später in die Verbandsliga Südbaden auf. Im Januar 2007 trennte sich der Verein, auf dem vorletzten Tabellenplatz liegend, von ihm. Bis Sommer 2010 betreute Kun die A-Jugend des FC Konstanz, ehe er Trainer der ersten Mannschaft in der Landesliga wurde. Nach sieben Spieltagen wurde er entlassen. Nebenbei arbeitete er als Spielerberater. Seit Juni 2011 ist er A-Jugend-Trainer des FC Singen 04. 2013 trennten sich der FC Singen 04 und Kun. In der Rückrunde 2013/14 war Attila Kun Trainer der B2 beim FC 09 Überlingen.
Von 2014 bis 2017 war Kun Trainer des FC Öhningen-Gaienhofen in der Bezirksliga Bodensee.

## Erfolge
als Spieler
- Viertelfinale im UEFA-Pokal: 1972
- Aufstieg in die Divizia A: 1971, 1975, 1982

## Privates
Kun ist verheiratet und lebt in Singen (Hohentwiel).